# Granada de mà
La granada o granada de mà, també coneguda com a bomba de mà, és una arma antipersones que explota un curt temps després del seu alliberament. El nom prové del terme militar francès grenade, i probablement es deu a la similitud formal d'aquesta arma amb la fruita de la magrana, que també es diu grenade en francès.
El nom tradicional, en català i castellà, era magrana (magrana de pólvora, “magrana de metal”).

## Granades de mà catalanes

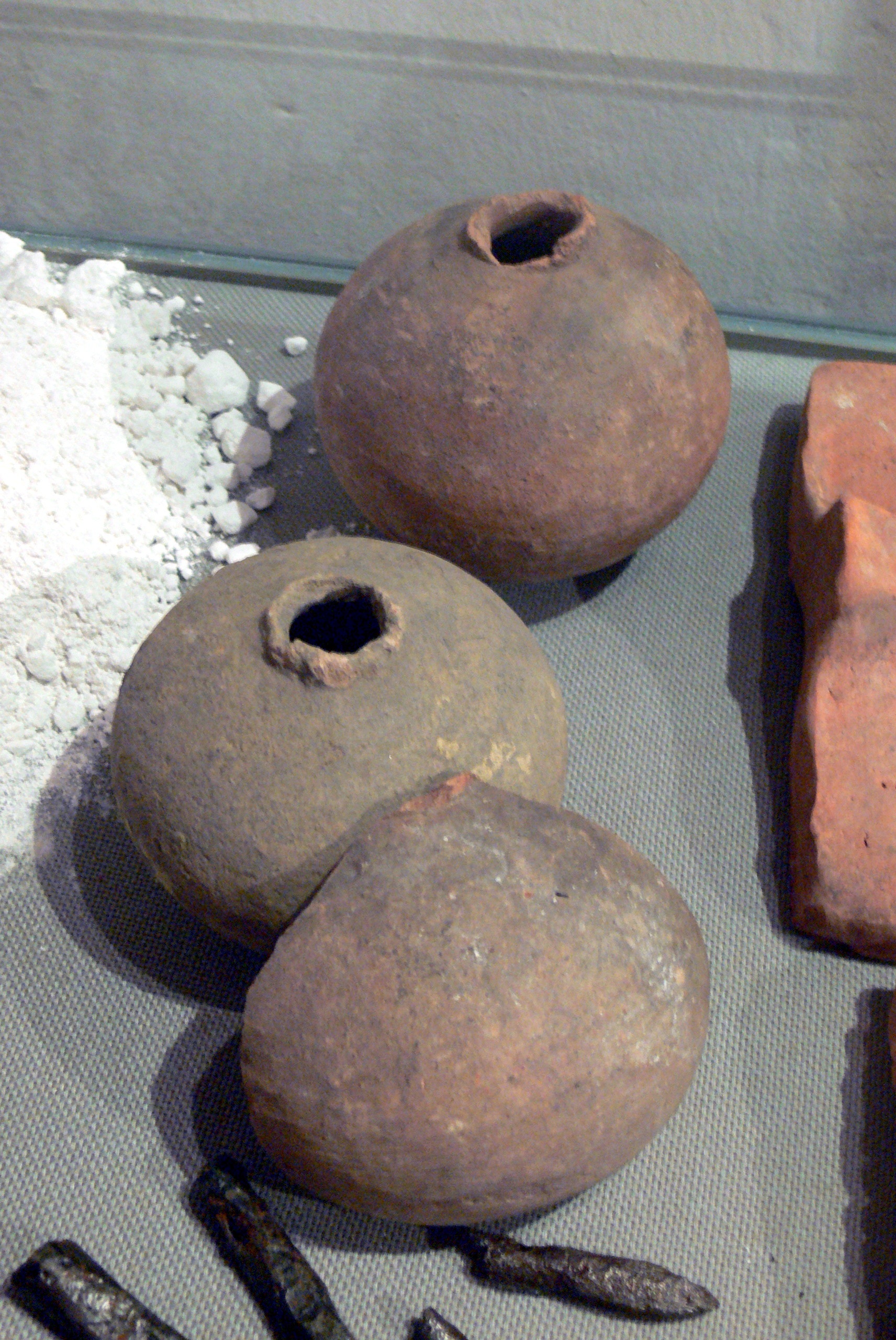
Granades medievals al museu Veste Oberhaus, Passau. (les de Barcelona de 1433 eren de coure)

Hi ha un precedent documentat de l'ús de granades de mà per part de tropes catalanes. Pel cap baix ja foren usades en el setge de Bonifacio, en l'any 1420.
Un altre cas és el següent:
- 1433. L'estol d'Alfons el Magnànim que salpà cap a Sicília va carregar a Barcelona 200.000 unitats de “granades de mà” primitives.[2]

| «                                                                        | “...Encara portava .CC. mília magranes de coure plenes pólvora, e com hi metien foch fien gran remor, e, com se trenquaven los troços, fien tant de mal que metien per terra a quants toquaven...” . | » |
| — Melcior Miralles: Crònica i dietari del capellà d'Alfons el Magnànim . | |   |

- En el setge de Tarragona (1811), foren llançades contra els francesos moltes granades de vidre negre fabricades a Mataró: uns quants milers. Eren més efectives i temibles que les de ferro.[3][4]

## Història
Usades originàriament a la Xina, a Europa, apart de les referències del seu ús a la conquesta de Nàpols per part d'Alfons el Magnànim, se sap que algunes granades s'usaren en el setge d'Arle del 1536. Els granaders van ser originalment els soldats especialitzats en el llançament de granades, i constituïren les primeres unitats militars especialitzades en el seu ús.
Avui dia, algunes granades es poden disparar des de fusells que duen instal·lat un llançagranades.

### Primeres granades

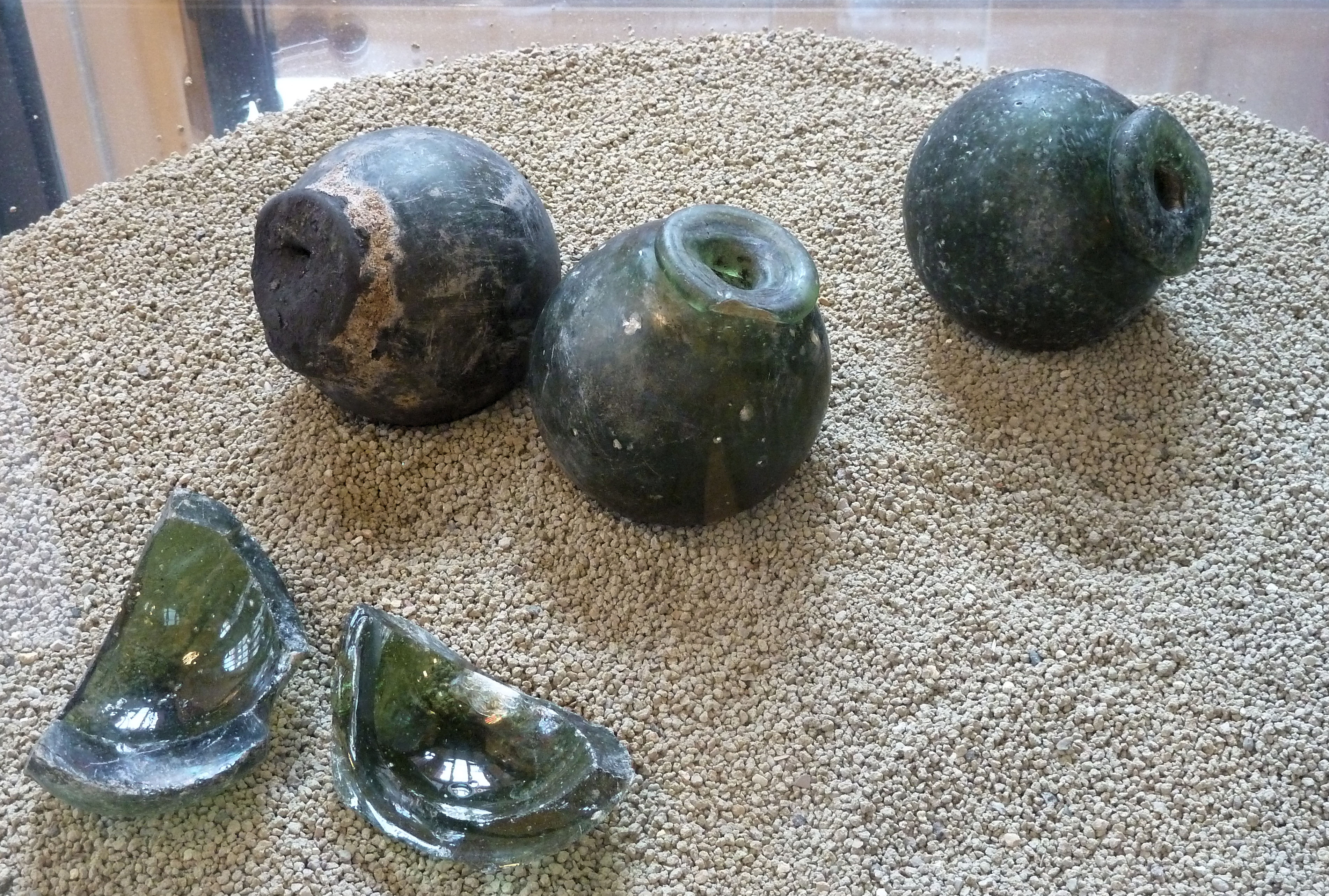
Granades de mà franceses fetes de vidre, de 1740.

Des de l'Antiguitat s'havien usat artefactes incendiaris. A l'Imperi Romà d'Orient es van emprar artefactes incendiaris de mà poc després del regnat de Lleó III (717-741). Els soldats romans d'Orient es van adonar que el foc grec, una invenció romana d'Orient del segle anterior, no solament podia usar-se amb un llançaflames, sinó també en gerres de pedra i ceràmica. Posteriorment, es van emprar recipients de cristall. L'ús del foc grec es va difondre entre els exèrcits musulmans a l'Orient Mitjà, des d'on va arribar a la Xina entorn del segle x.
A la Xina, durant la dinastia Song (960-1279), les armes conegudes com zhen tian lei («tro que sacseja el cel») es van crear quan els soldats xinesos van empacar pólvora en recipients de ceràmica o metall. En 1044, el llibre militar Wujing zongyao («Compilació de clàssics militars») va descriure diverses receptes de pólvora en les quals es pot trobar, d'acord amb Joseph Needham, el prototip de la granada de mà moderna. Els xinesos també van descobrir el potencial explosiu de l'embalatge de projectils de bala de canó amb pólvora. El llibre de mitjan segle xiv Huolongjing («Manual del drac de foc»), escrit per Jiao Yu, va registrar un canó de ferro de la dinastia Song conegut com el «canó de núvols voladors tronadors» (feiyun pili pao). El manuscrit deia:
| « | Els projectils [pào] estan fets de ferro colat, tan grans com un bol i amb forma de bola. En el seu interior contenen mitja lliura de "foc diví" [shén huǒ, pólvora]. Són enviats volant cap al campament enemic des d'un eruptor [mu pào], i quan arriben s'escolta un so com un tro, i apareixen centelleigs de llum. Si deu d'aquests projectils són disparats amb èxit al campament enemic, tot el lloc serà incendiat [...] | » |

La pólvora va començar a utilitzar-se a Europa en la Baixa Edat Mitjana. Les primeres bombes de ferro colat i granades no van aparèixer a Europa fins a 1467.
El Museu de l'Exèrcit de Toledo conserva granades de cap al 1580. Durant una construcció enfront d'un bastió de la ciutat bavaresa d'Ingolstadt, a Alemanya, es van descobrir diversos centenars de granades de ceràmica del segle xvii. Moltes d'aquestes granades encara contenien pólvora i conservaven les seves metxes. Probablement, aquestes granades van ser situades en aquest lloc abans de 1723.
Als segles xiv, xv i xvi, a França, es deia «nens perduts» (enfants perdus) als quals comunament es col·locava en els llocs avançats de la infanteria. Eren escollits els millors de cada «banda» (companyia). Se'ls va armar amb granades de mà a partir de 1537. En 1667, es van denominar granaders i van destinar quatre a cada companyia d'infanteria. Els primers granaders portaven un destral, un sabre i un sac amb deu o dotze granades (la granadera). Quan, en 1671, el fusell d'avancarga va reemplaçar al mosquete, es van donar fusells a la major part de granaders. A la fi del regnat de Lluís XIV, tots els granaders portaven fusell. Prússia va ser el següent país que va crear un cos de granaders. A aquest li van seguir els països del nord d'Europa i, posteriorment, ho van fer la resta de nacions. El cos de granaders francès va ser suprimit en 1789.
El primer cos de granaders britànic va ser el Regiment de Lord Wentworth, creat a Flandes en 1656.
 Va prendre el nom de Guàrdies Granaders (Grenadier Guards) en 1815. A Espanya les companyies de granaders van ser creades en 1685.
Les granades van ser emprades tant en combats terrestres com a marítims. Algunes van incorporar metralla per augmentar la seva capacitat. Els granaders eren entrenats per al seu maneig i per aconseguir amb ella la major distància possible.
El capità pirata Thompson va usar un gran nombre de granades rudimentàries per defensar-se de dues caçarrecompenses enviats pel governador de Jamaica en 1721.
Després de les guerres napoleòniques el seu ús va disminuir. Amb la invenció del fusell de repetició a mitjan segle xix, aquestes es van emprar menys.
No obstant això, en les guerres de trinxeres van tornar a emprar-se per la utilitat de llançar bombes a curta distància. En una carta a la seva germana, el coronel Hugh Robert Hibbert va descriure una granada improvisada que va ser emprada per les tropes britàniques durant la Guerra de Crimea (1854-1856):
| « | Tenim un nou invent per fastiguejar als nostres amics en els seus esvorancs. Consisteix a omplir ampolles buides de soda per complet de pólvora, vells claus retorçats i qualsevol altra cosa punxeguda o afilada que puguem trobar en aquest moment, introduint una mica d'estopa com a metxa, després encenent-ho i llançant-ho ràpidament al clot dels nostres veïns, on esclata, per al seu gran fastiguejo. Pot imaginar-se la seva fúria en veure una ampolla de soda caure en un forat ple d'homes amb una petita metxa cremant tan orgullosa com un veritable projectil explotant i enterrant-se en parts toves de la carn | » |

A la Guerra de Secessió (1861-1865) els dos bàndols van usar granades de mà equipades amb un èmbol que detonava el dispositiu en impactar. La Unió va utilitzar una granada experimental, la granada Ketchum, que tenia una aleta en la part posterior per assegurar que l'impacte de la part davantera produís la detonació. La Confederació va usar granades de mà rodones semblants a la Ketchum. Els russos van usar granades improvisades a la guerra russo-japonesa (1904-1905) per defensar Port Arthur.

### Desenvolupament de les granades modernes

Esquema de l'espoleta d'una granada Borstein M1935.

L'absència d'una granada de mà eficaç, unida a la percepció de ser un objecte perillós i a la pèrdua d'utilitat d'aquestes van fer que es consideressin una peça obsoleta de l'equipament militar. En 1902, la Oficina de Guerra britànica va anunciar que les granades de mà estaven obsoletes i que no tenien lloc en la guerra moderna. Dos anys després, amb l'ús de granades improvisades en les trinxeres de la guerra rus-japonesa i amb els informes del general sir Aylmer Haldane, un observador britànic del conflicte, aquest assumpte es va reconsiderar i la Junta d'Artilleria va rebre instruccions per desenvolupar una granada de mà pràctica. Aquesta va ser la granada No. 1. Es van fer diversos models amb una espoleta d'impacte, però aquell tipus d'espoleta va tenir diversos problemes pràctics i no es van produir grans quantitats.
Martin Hale, conegut per patentar la granada de fusell Hales, va desenvolupar una moderna granada de mà en 1906, però no va poder convèncer a l'Exèrcit Britànic per adoptar-la fins a 1913. El principal competidor de Hale va ser Nils Waltersen Aasen, que va realitzar un disseny en 1906 en Noruega i ho va patentar en el Regne Unit. Va començar els seus experiments desenvolupant una granada mentre era sergent en la fortalesa d'Oscarsborg. Aasen va crear la Companyia de granades Aassen (Aasenske Granatkompani) a Dinamarca, on abans de la Primera Guerra Mundial (1914-1918) va produir i va exportar granades de mà per tot Europa. Va tenir èxit venent aquesta arma a França i va ser nomenat cavaller de la Legió Francesa en 1916 pel seu invent.
En la Primera Guerra Mundial es van disposar una gran quantitat de trinxeres. Per això, van tornar a emprar-se les granades. Al començament de la Primera Guerra Mundial, les nacions combatents solament tenien granades petites, similars a les dissenyades per Halis i Aasen. La granada italiana Besozzi tenia una metxa de cinc segons amb una punta de fòsfor, que s'encenia en ser fregada amb un anell que el soldat portava en el seu dit. Provisionalment, les tropes solien improvisar les seves pròpies granades, com la granada jam tin i la pétard raquette.
William Mills, un dissenyador de granades de Sunderland, va patentar, va desenvolupar i va fabricar la granada Mills a la fàbrica de municions de Mills de Birmingham, Anglaterra, en 1915, denominada N.º 5. Va ser descrita com la primera «granada segura». Era un recipient d'acer ple d'explosius amb un gallet i una característica superfície amb esquerdes profundes. Aquesta segmentació es va dissenyar per ajudar a la fragmentació i per incrementar la seva mortalitat, però investigacions posteriors van demostrar que no augmentava la seva fragmentació. Posteriorment es van fer dissenys de fragmentació millorats amb les esquerdes per dins, però per aquell temps eren molt cares de produir. Es va mantenir la segmentació externa de la granada Mills, ja que li donava una superfície que s'agarrava millor. Aquest disseny bàsic s'ha mantingut en algunes granades modernes.
Les granades adaptades per llançar-se amb fusells, les granades de fusell, van començar a usar-se la Guerra Russo-Japonesa en 1904, durant la defensa de Port Arthur. Posteriorment, això va ser realitzat també per l'Exèrcit Espanyol. Els primers que van fer això a gran escala van ser els francesos en la Primera Guerra Mundial. Les granades de fusell van ser àmpliament reemplaçades en els exèrcits per llançagranades i llançamíssils (com el bazuca).

## Tipus de granades

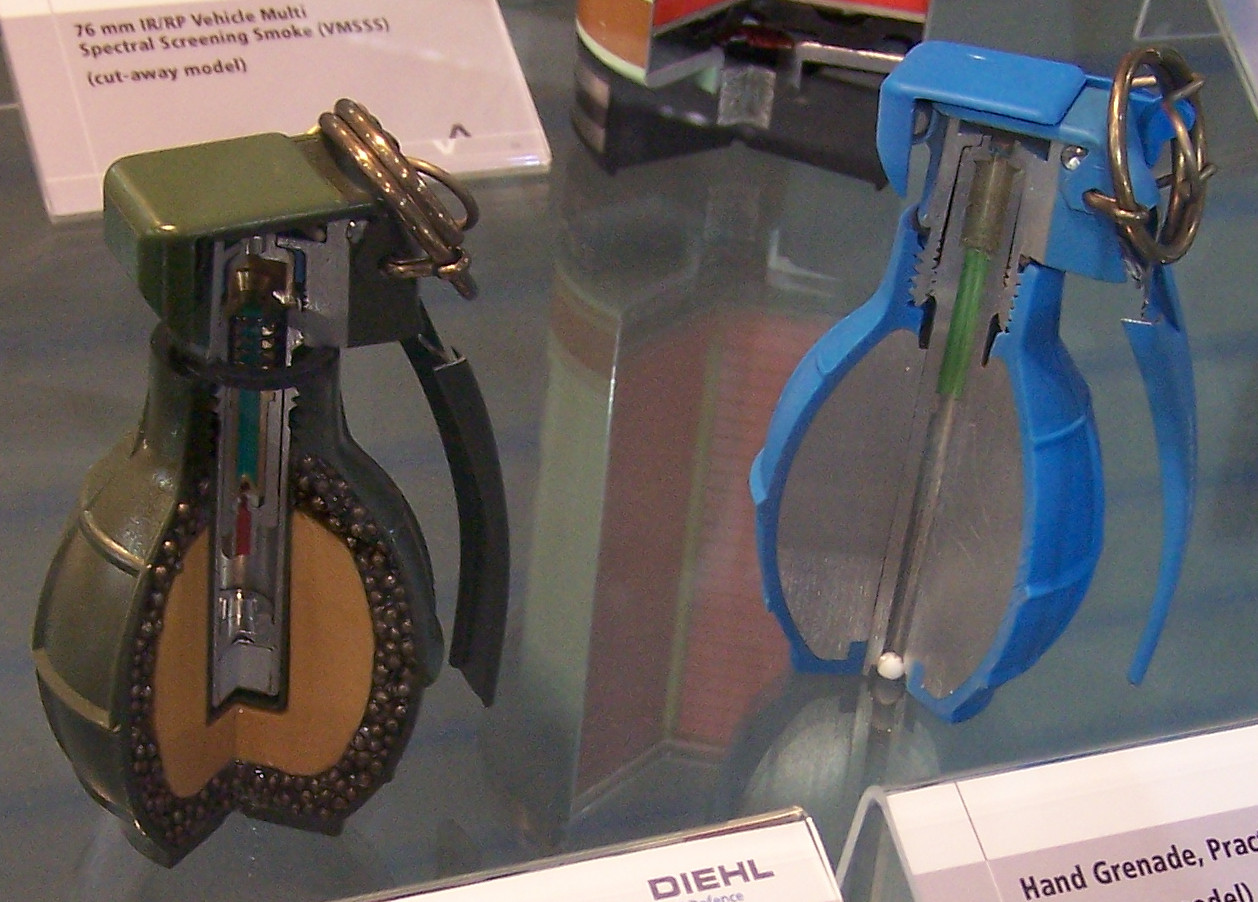
Dues granades modernes seccionades. A l'esquerra: granada de fragmentació DM61A1; a la dreta: granada per a entrenament DM78A1.

### Granada de fragmentació
Les granades de fragmentació són comunes en els exèrcits. Són armes dissenyades per dispersar fragments letals en la detonació. Sol estar feta d'un material sintètic dur o acer, la qual cosa proporcionarà certa fragmentació com a fragments i estelles. En les granades modernes estan dissenyades amb una fragmentació preformada. La fragmentació preformada pot tenir forma esfèrica, cuboide, de filat o de filat amb osques. La majoria estan dissenyades per llançar-se i detonar-se després d'un període o en cas d'impacte.
Les granades de fragmentació modernes, com la granada M67 dels Estats Units, tenen un radi d'acció de 15 m, i els fragments poden recórrer uns 200 m.

### Granada de commoció
Es tracta d'una granada dissenyada per danyar l'objectiu solament amb l'explosió. Aquestes granades se solen classificar com a armes ofensives perquè el radi de víctimes és molt menor que la distància a la qual pot ser llançada. En el cas de la granada Mk3A2 nord-americana, el radi de víctimes és de 2 m en àrees obertes, però els trossos de la granada poden arribar a uns 200 m.
També s'ha usat com a càrrega de profunditat al voltant d'embarcacions. Algunes, com la granada nord-americana Mk40, estan dissenyades específicament per ser utilitzades contra bussos i homes granota enemics. Les explosions submarines maten o incapaciten a l'objectiu, creant una ona de xoc letal sota l'aigua.
El Centre d'Investigació, Desenvolupament i Enginyeria de l'Armament de l'Exèrcit dels Estats Units (ARDEC, per les seves sigles en anglès) va anunciar en 2016 que estaven desenvolupant una granada en la qual es podria seleccionar al moment del seu ús la manera d'operar, si en manera de fragmentació o de commoció, la granada tàctica multipropòsit millorada amb espoleta electrònica (ET-MP, per les seves sigles en anglès).

### Granada antitanc
S'ha dissenyat una gamma de granades de mà per al seu ús contra vehicles blindats. Un exemple bastant feble és la «bomba enganxosa» britànica de 1940. Dissenys com la Panzerwurfmine (L) alemanya i les RPG-43, RPG-40, RPG-6 i RKG-3 soviètiques tenien una ogiva HEAT en un extrem i un element per estabilitzar el seu vol i que impactés amb els 90 graus necessaris perquè la càrrega buida fos efectiva.
Durant la Segona Guerra Mundial, el Regne Unit va usar granades incendiàries basades en el fòsfor blanc. La granada incendiària especial No. 76 va ser usada per la Home Guard britànica com a arma antitanque. Va ser produïda en grans quantitats. A l'agost de 1941 s'havien fabricat 6 milions.
A causa de les millores en el blindatge dels tancs, les granades de mà antitanc generalment són considerades obsoletes. No obstant això, han estat usades amb cert èxit contra vehicles menys blindats, els resistents a mines i protegits d'emboscades (MRAP, per les seves sigles en anglès), dissenyats per protegir-se contra artefactes explosius improvisats de la insurrecció iraquiana de començaments del segle xxi.

### Granada atordidora
Una granada atordidora és un artefacte explosiu no letal usat per desorientar temporalment els sentits d'un enemic. Està dissenyada per produir un centelleig de llum encegador i un fort soroll de detonació de més de 170 dB. Va ser usada per primera vegada pel Servei Aeri Especial de l'Exèrcit Britànic al final de la dècada de 1970.

#### Granada sting
Les granades sting són granades atordidores amb un disseny basat en el de les granades de fragmentació. En lloc d'usar una carcassa de metall per produir metralla, estan fetes de goma dura i farcides d'unes cent esferes de goma. En detonar, les esferes de goma i els fragments de la carcassa de goma de la granada s'escampa generant un efecte no letal. Aquests projectils poden rebotar. Algunes tenen a més una càrrega de gas CS.
Les granades sting no incapaciten a la persona, de manera que pot ser perillós el seu ús contra subjectes armats.
Poden causar greus danys físics, sobretot els fragments de goma de la carcassa.

### Altres tipus

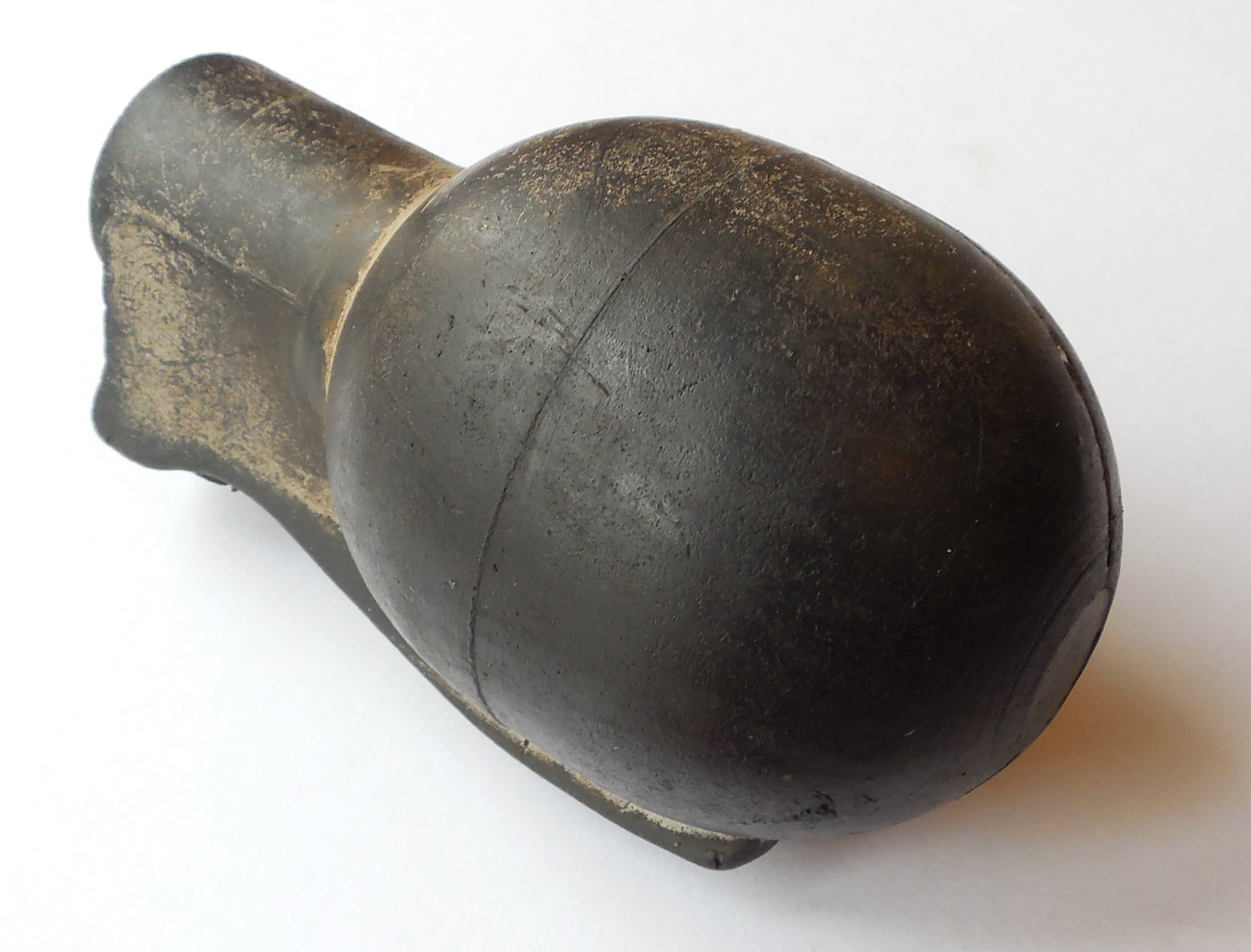
Granada inert d'entrenament, feta de cautxú dur.

Les granades químiques i de gas cremen o expulsen un gas, però no exploten. Entre aquestes es troben les granades de fum i les granades incendiàries.
El còctel Molotov és un artefacte improvisat similar a la granada. Va ser usat per primera vegada en la Guerra Civil per la Legió Espanyola a la tardor de 1936 contra tancs soviètics als afores de Madrid. El nom, del ministre d'Exterior de Stalin, se li va posar quan es va emprar a Finlàndia en 1940.
Les granades de pràctica són similars en manipulació i ús a les altres granades de mà, excepte que solament produeixen un fort so i un núvol de fum en detonar. La seva carcassa és reutilitzable. Altre tipus és la granada de pràctica de llançament, que és totalment inert i freqüentment buidada en una sola peça. És emprada perquè els soldats s'acostumin al pes i la forma d'una granada de veritat, així com per practicar llançaments de precisió. Un exemple d'aquest tipus de granada és la Granada de Mà de Pràctica Biodegradable K417 sud-coreana.

## Fabricants
Entre els fabricants estan:
- Stabilimento Militare Munizionamento Terrestre Baiano di Spoleto[43] (Itàlia)
- Diehl[44] (Alemanya)
- Mecar[45] (Bèlgica)
- Rheinmetall[46] (Alemanya)
- Ruag[47] (Suïssa)
- Nammo[48] (Noruega)
- Instalaza[49] (Espanya)